# 기타우라촌 (미야기현)
기타우라촌(北浦村)은 1954년까지 일본 미야기현 도다군 중서부에 있던 촌이다. 현재의 미사토정 및 오사키시에 해당한다.

## 역사
- 1889년 4월 1일 - 정촌제 시행과 함께 기타우라촌 및 4촌이 합병해 새로운 기타우라촌이 성립하였다.
- 1954년 4월 1일 - 고고타정, 후도도촌, 나카조네촌과 합병해, 새로운 고고타정이 되었다.

## 교통

### 철도
- 국철 리쿠우토선